# Idaho (musikgrupp)
Idaho är ett amerikanskt indierockband bildat i Kalifornien.
Medlemmarna Jeff Martin och John Berry träffades på high school på 1980-talet och började skriva låtar tillsammans. 
Gruppens första singel släpptes 1992 och deras första EP gavs ut året därpå. Debutalbumet Year After Year släpptes 1993. Berry lämnade bandet 1994.  

## Diskografi

### Studioalbum
- Year After Year (1993)
- This Way Out (1995)
- Three Sheets To The Wind (1996)
- Alas (1998)
- Hearts Of Palm (2000)
- Levitate (2001)
- The Lone Gunman (2005)
- You Were A Dick (2011)